# جوناثان برو (لاعب كرة قدم)
جوناثان برو (بالفرنسية: Jonathan Bru)‏ هو لاعب كرة قدم فرنسي وموريشيوسي في مركز الوسط، ولد في 2 مايو 1985 في نويي-سور-سين في فرنسا. شارك مع منتخب فرنسا تحت 16 سنة لكرة القدم ومنتخب فرنسا تحت 17 سنة لكرة القدم ومنتخب فرنسا تحت 18 سنة لكرة القدم ومنتخب فرنسا تحت 19 سنة لكرة القدم ومنتخب فرنسا تحت 21 سنة لكرة القدم ومنتخب موريشيوس لكرة القدم. أما مع النوادي، فقد لعب مع أكاديميكا كويمبرا وستاد رين وموريرينسي ونادي إستر ونادي إنتينت ونادي ملبورن فيكتوري.

## وصلات خارجية
- جوناثان برو (لاعب كرة قدم) على موقع رابطة كرة القدم الفرنسية للمحترفين (الإنجليزية)
- جوناثان برو (لاعب كرة قدم) على موقع قاعدة بيانات كرة القدم.إي يو (الإنجليزية)
- جوناثان برو (لاعب كرة قدم) على موقع ناشيونال فوتبول تيمز (الإنجليزية)
- جوناثان برو (لاعب كرة قدم) على موقع Soccerway.com (الإنجليزية)